# Črni potok (Iška)
Črni potok je pritok potoka z imenom Kogov potok, levega pritok reke Iške, ki se na Ljubljanskem barju izliva v Ljubljanico.